# Allan Persson (konstnär)
Nils Allan Persson, född 15 december 1918 i Sövde församling, Malmöhus län, död 29 januari 1987 i Landskrona, var en svensk ciselör, konstnär och tecknare. 
Han var son till lantbrukaren Ernst Persson och Lilly Kristina Johansson och från 1945 gift med Ingegärd Fredriksson. Persson var som konstnär huvudsakligen autodidakt men bedrev studier vid olika kvällskurser i teckning under 10 år. Han medverkade i samlingsutställningar med Helsingborgs konstförening och ABF:s konstförening i Landskrona separat ställde han bland annat ut i Markaryd. Hans konst består av stilleben, figurer, abstrakta bilder och  landskap utförda i olja eller med blyerts och tusch. Persson är representerad vid Helsingborgs museum och Landskrona museum.